# Экстремальная ситуация (фильм)
«Экстремальная ситуация» (англ. Condition Red) — фильм режиссёра Мика Каурисмяки. Фильм также известен под названием «Тревога».

## Сюжет
Тюремный охранник по имени Каппелли за избиение человека переведён в женское отделение тюрьмы, где находит общий язык с девушкой-негритянкой. Она очутилась в тюрьме за то, что покрывает наркоторговца, а тот, в свою очередь, опасаясь, что девушка его выдаст, распоряжается её убить. Каппелли организует девушке побег, но за стенами тюрьмы наёмный убийца начинает на неё охоту…

## В ролях
- Джеймс Руссо — Дэн Капелли
- Синди Уильямс
- Пол Кальдерон
- Виктор Арго
- Дирдри Льюис
- Моник Синтрон
- Кристин Моро
- Анна Мино
- Жанн Эллис
- Донна Райан
- Аманда Фостер

## Съёмочная группа
- Режиссёр: Мика Каурисмяки
- Продюсер: Кен Швенкер, Андре Дегасс
- Сценарист: Андре Дегасс
- Оператор: Кен Келш
- Композитор: Маури Сумен